# DITIB-Zentralmoschee Köln-Chorweiler

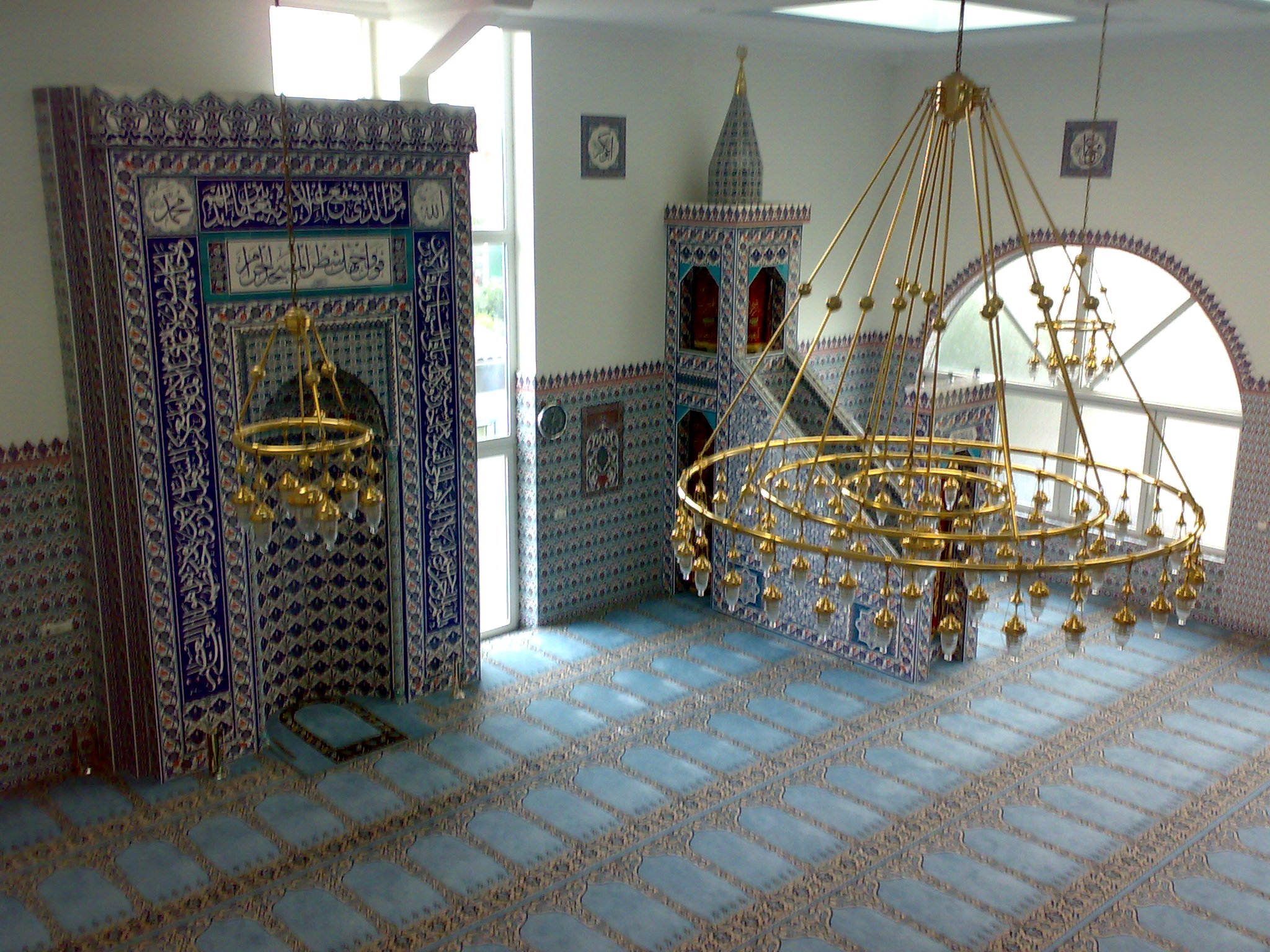
Innenansicht (2012)

Die DITIB Köln-Chorweiler Moschee (türkisch Chorweiler Merkez Camii) ist eine 2008 eröffnete, vom Dachverband DİTİB unterhaltene Moschee im Gewerbegebiet Feldkassel im Kölner Stadtbezirk Chorweiler.

## Gebäudekomplex
Die ehemalige Lagerhalle des vorherigen Eigentümers wurde zum Gebetssaal umfunktioniert, der mit klassisch-türkischer Architektur gestaltet und in den eine Frauenempore eingebaut ist. Zusammen mit der Frauenempore bietet der Gebetssaal Platz für insgesamt 400 Betende. Die ehemalige Werkhalle wurde zum Veranstaltungssaal für Mehrzwecknutzung umfunktioniert. Außerdem sind im Gebäudekomplex der Moschee das Vorstandsbüro, Unterrichtsräumlichkeiten, eine Gastronomieküche mit Haushaltsküche, ein Jugendzentrum mit Aufenthaltsraum und Sportraum, ein Friseur, eine Teestube, Waschräume sowie das Arbeitszimmer und die Dienstwohnung des Imams untergebracht. Die Präsenzbibliothek mit Ausleihmöglichkeit ist ins Arbeitszimmer des Imams integriert. Der teilüberdachte Innenhof dient als Parkplatz, wird aber auch für Veranstaltungen unter freiem Himmel genutzt.

## Geschichte und Aktivitäten
Das Gebäudekomplex der Moschee wurde 1998 in der Morsestraße im Gewerbegebiet Feldkassel, das zum Stadtteil Merkenich gehört, als Gewerbegebäude gebaut und war ehemals der Sitz eines Tiefbauunternehmens. 2005 kaufte der 2003 gegründete Moscheeverein DİTİB – Türkisch Islamische Gemeinde zu Chorweiler e.V. das Gebäudekomplex und bezog es noch im selben Jahr zunächst provisorisch. Nach drei Jahren Planung, Nutzungsänderung und Bauphase wurde das islamische Gemeindezentrum mit Moschee 2008 fertiggestellt. Die seit den 1970er Jahren von der muslimischen Bevölkerung angestrebte Moschee ist das erste islamische Gotteshaus im Stadtbezirk Chorweiler.
Neben seinem Selbstverständnis, als örtliche Moschee des Stadtbezirks Chorweiler für die muslimische Bevölkerung eine Gebetsstätte und darüber hinaus eine Begegnungsstätte zu sein, engagiert sich der im Stadtbezirk sehr aktive Moscheeverein im kulturellen und sozialen Bereich sowie in der kommunalen Gesellschaftsarbeit. Seit 2009 findet regelmäßig im Rahmen des islamischen Fastenmonats Ramadan im Veranstaltungssaal jeden Abend das gemeinschaftliche Fastenbrechen statt sowie seit 2012 jährlich die Veranstaltung Interkulturelles Fastenbrechen mit geladenen Gästen aus Kirchengemeinden und sonstigen Religionsgemeinschaften sowie der Polizei, Lokalpolitik und weiteren Vertretern der Kölner Stadtgesellschaft. 2010 wurde während einer Kunstaktion im Rahmen des Programms Nacht der Mystik ein Kunstobjekt von der Künstlerin Gaby Ludwig in den Räumlichkeiten der Moschee ausgestellt. Seit 2011 zeigt der Moscheeverein mit einem eigenen Stand sowie gelegentlichen Bühnenauftritten als regelmäßiger Teilnehmer am Fest der Kulturen Präsenz, welches im Rahmen des Stadtbezirksfests auf dem Pariser Platz im Stadtteil Chorweiler stattfindet. Der Moscheeverein ist Gründungsmitglied des 2014 gegründeten Runden Tisches Frieden – eine kooperative Zusammenarbeit des Bürgerzentrums Chorweiler zusammen mit den örtlichen Religionsgemeinschaften sowie weiteren lokalen Vereinen – und damit auch Mitorganisator des vom Runden Tisch initiierten Chorweiler Abendfriedens. Die im selben Jahr auf dem Pariser Platz gegossene Chorweiler Friedensglocke wird seitdem regelmäßig während des Chorweiler Abendfriedens geläutet. Der Moscheeverein ist Mitunterzeichner der Allgemeinen Chorweiler Friedenserklärung, welche von den Mitgliedern des Runden Tisches Frieden im Rahmen des Fests der Kulturen 2015 unterzeichnet wurde. In Folge der Flüchtlingskrise 2015 startete der Moscheeverein eine Spendenkampagne und betreute die im Stadtbezirk Chorweiler untergebrachten Flüchtlinge. Zur besseren Koordination ihrer Öffentlichkeitsarbeit hat der Moscheeverein 2015 die Abteilung für Außenbeziehungen geschaffen. Der Moscheeverein ist Gründungsmitglied der 2015 gegründeten Bürgerplattform Stark! im Kölner Norden und engagiert sich auch im Beirat des Bürgerzentrums Chorweiler. Im selben Jahr war der Moscheeverein in seinen Räumlichkeiten in Feldkassel Gastgeber des 2013 vom Beirat des Bürgerzentrums initiierten Projekts Gespräch der Religionen und Kulturen.
Seit 2010 wird der Muezzinruf über einen Außenlautsprecher fünfmal täglich mit begrenzter Lautstärke nach draußen auf den Innenhof übertragen.
2012 wurde von Mitgliedern der Moscheegemeinde der Fußballverein DITIB Chorweiler Sport e.V. gegründet, der in den Räumlichkeiten des Moscheekomplexes ein Büro unterhält und als eigenständiger Verein agiert.
In der Moscheegemeinde sind vor allem Muslime aus den nahegelegenen Stadtteilen Chorweiler und Seeberg organisiert. Ihr gehören rund 450 Mitglieder (Stand: 2023) an.

## Trivia
Die DITIB-Zentralmoschee Chorweiler war seit ihrer Eröffnung 2008 mehrmals Ziel von antimuslimischen Straftaten, welche nachts von unbekannten Tätern verübt wurden. Im März 2012 wurden Hakenkreuze auf die Fahrbahn in Höhe der Moschee sowie eines Nachbargebäudes geschmiert. Die Schmierereien wurden unverzüglich von der Stadt Köln entfernt. Im Juli 2019 wurde in der Moschee eingebrochen. Dabei wurde das Vorstandsbüro verwüstet und Bargeld entwendet. Im April 2020 wurde die Moschee – in der Nacht vor der Wiedereröffnung nach dem ersten Lockdown während der Corona-Pandemie – mit Steinen beworfen. Dabei wurde der Haupteingang der Moschee beschädigt. Der Angriff löste eine breite Solidarität in der Kölner Stadtgesellschaft mit der Moscheegemeinde aus. Die Bürgerplattform Stark! im Kölner Norden führte vor der Moschee eine Solidaritätsaktion durch. Die Kölner Oberbürgermeisterin Henriette Reker suchte im Rahmen der Aktion die Moschee höchstpersönlich auf. Die Taten konnten bis heute (Stand: 2023) nicht aufgeklärt werden.
Im November 2023 trat Abdul Bari Omar, Leiter der Lebensmittel- und Arzneimittelbehörde des Islamischen Emirats Afghanistan, ohne Zustimmung des Moscheevereins sowie entgegen vertraglicher Vereinbarung im Veranstaltungssaal der Moschee auf. Der Saal war Personen zur Verfügung gestellt worden aus dem Vorstand des Vereins Kulturverein der Kunar-Jugendlichen e. V. Bundesinnenministerin Nancy Faeser bezeichnete den Auftritt als „vollkommen inakzeptabel“ und sagte: „Niemand darf radikalen Islamisten in Deutschland eine Bühne bieten. Die Taliban sind für massive Menschenrechtsverletzungen verantwortlich.“ Nach Bewertung des Generalbundesanwalts handelt es sich bei den Taliban seit der Machtübernahme 2021 nicht mehr um eine terroristische Vereinigung im Sinne des Strafgesetzbuches. Der Moscheeverein verurteilte den Auftritt von Abdul Bari Omar scharf und erteilte dem Veranstalter Hausverbot.